# Liên hoan phim Việt Nam lần thứ 12
Liên hoan phim Việt Nam lần thứ 12 được tổ chức ở Huế năm 1999. Buổi khai mạc vào ngày 25 tháng 3 tại Nhà Văn hóa trung tâm tỉnh Thừa Thiên Huế và được bế mạc tại Điện Thái Hòa.
Tham dự liên hoan phim có 16 phim truyện, 19 phim truyện video, 17 phim hoạt hình và 62 phim tài liệu và phim khoa học.

## Kết quả

### Phim điện ảnh
| Giải thưởng                       | Giải thưởng                       | Phim                                                                                                  |
| --------------------------------- | --------------------------------- | --- |
| Phim                              | Bông sen vàng                     | Ngã ba Đồng Lộc                                                                                       |
| Phim                              | Bông sen bạc                      | Ai xuôi vạn lý Những người thợ xẻ Hà Nội mùa đông năm 46                                              |
| Phim                              | Bằng khen                         | Bỏ trốn The Building                                                                                  |
| Đạo diễn xuất sắc                 | Đạo diễn xuất sắc                 | Đặng Nhật Minh – Hà Nội mùa đông năm 46                                                               |
| Nam diễn viên chính xuất sắc      | Nam diễn viên chính xuất sắc      | Quốc Trị – Những người thợ xẻ Công Ninh – Ai xuôi vạn lý                                              |
| Nữ diễn viên chính xuất sắc       | Nữ diễn viên chính xuất sắc       | Không trao giải                                                                                       |
| Nam diễn viên phụ xuất sắc        |                                   | Không trao giải                                                                                       |
| Nữ diễn viên phụ xuất sắc         |                                   | Không trao giải                                                                                       |
| Biên kịch xuất sắc                | Biên kịch xuất sắc                | Sơn Trang – Những người thợ xẻ                                                                        |
| Quay phim xuất sắc                | Quay phim xuất sắc                | Vũ Quốc Tuấn – Hà Nội mùa đông năm 46, Những người thợ xẻ Phạm Hoàng Nam – Ai xuôi vạn lý, Hải Nguyệt |
| Họa sĩ thiết kế mỹ thuật xuất sắc | Họa sĩ thiết kế mỹ thuật xuất sắc | Phạm Quốc Trung – Hà Nội mùa đông năm 46, Những người thợ xẻ                                          |
| Âm nhạc xuất sắc                  | Âm nhạc xuất sắc                  | Đỗ Hồng Quân – Hà Nội mùa đông năm 46, Những người thợ xẻ                                             |

### Phim video
| Giải thưởng                  | Giải thưởng                  | Phim                                                             |
| ---------------------------- | ---------------------------- | ---------------------------------------------------------------- |
| Phim                         | Bông sen vàng                | Không trao giải                                                  |
| Phim                         | Bông sen bạc                 | Cầu thang tối Cha con ông Mắt Mèo Cha tôi và hai người đàn bà    |
| Đạo diễn xuất sắc            | Đạo diễn xuất sắc            | Đào Bá Sơn – Cầu thang tối Vũ Châu – Cha tôi và hai người đàn bà |
| Nam diễn viên chính xuất sắc | Nam diễn viên chính xuất sắc | Không trao giải                                                  |
| Nữ diễn viên chính xuất sắc  |                              | Không trao giải                                                  |
| Diễn viên triển vọng         | Diễn viên triển vọng         | Hồng Ánh – Cầu thang tối                                         |
| Nam diễn viên phụ xuất sắc   | Nam diễn viên phụ xuất sắc   | Thái Hoàng Hải – Cha con ông Mắt Mèo                             |
| Nữ diễn viên phụ xuất sắc    | Nữ diễn viên phụ xuất sắc    | Quách Thu Phương – Cha tôi và hai người đàn bà                   |
| Quay phim xuất sắc           | Quay phim xuất sắc           | Nguyễn Trinh Hoan – Cổ tích Việt Nam                             |

### Phim tài liệu
- Bông sen vàng: Trở lại Ngư Thủy - đạo diễn Lê Mạnh Thích
- Bông sen bạc: 
  - Tiếng vĩ cầm ở Mỹ Lai - đạo diễn Trần Văn Thủy
  - Mùa xuân toàn thắng[1]
  - Yến và người[2] - đạo diễn Văn Lê
  - Người viết Cảm tử quân - đạo diễn Lê Việt Hương[3]

- Bằng khen: Nhà văn - chiến sĩ  đạo diễn: Phạm Huyên[4]
- Bằng khen: Con trâu - đạo diễn: Võ Đắc Danh
- Đạo diễn xuất sắc: Lê Mạnh Thích
- Viết lời bình xuất sắc: Nguyễn Sĩ Chung[5]

### Phim hoạt hình
- Bông sen Bạc:Chiếc ô đỏ - đạo diễn Phương Hoa[6]
- Họa sĩ (diễn xuất) xuất sắc: Hoàng Lộc[7]